# Alvaro Zinno
Alvaro Zinno (* 6. August 1958 in Montevideo, Uruguay) ist ein uruguayisch-italienischer Fotograf.

## Leben
Bei Clever Lara studierte der ursprünglich von 1987 bis 1996 als Bauingenieur tätige Zinno bereits 1980 Zeichnen und Malen und wandte sich später insbesondere der Fotografie zu. Von 1997 bis 2000 war er für die Produktionsfirmen Imágenes und Paris Texas tätig. In dieser Zeit entstanden Dokumentarfilme über die uruguayischen Maler Juan Manuel Blanes und Pedro Figari. In den darauffolgenden drei Jahren war er in den Bereichen der Postproduktion und der TV-Werbung bei der Produktionsfirma Taxifilms beschäftigt und Direktor für Uruguay, Chile, Puerto Rico, Spanien und Mexiko. Anschließend arbeitete er von 2003 bis 2005 als Art Director und Designer für Warner Brothers TV Network in Los Angeles. Sowohl als Regisseur als auch als Produzent zeichnete Zinno 2005 für den Kurzfilm El Elástico verantwortlich. 2007 gründete er die Firma CrystalBox. Ab 2009 war er dann für Oriental Films tätig.

## Künstlerische Tätigkeit als Fotograf und Ausstellungen
Die Werke des Fotografen waren bereits in Einzelausstellungen, die er seit 1983 durchführt, und Gemeinschaftsausstellungen auch international, so beispielsweise in den USA (New York, Miami, Los Angeles), Argentinien, Chile, Mexiko und Venezuela und ebenfalls 1999 unter dem Titel Through new eyes im Time Magazine zu sehen. 1983 erhielt er eine Einladung zur Teilnahme beim Salón Nacional de Fotofrafía. Ein Jahr später wurden seine Werke für die BID-Ausstellung in Punta del Este ausgewählt. 1987 nahm er in Brasilien an der Biennale von Ouro Preto teil. Es folgte im selben Jahr ein Fulbright-Stipendium für ein Fotografie-Projekt in New York. Auch wurde er für die AICA-Ausstellung lo mejor de 1987 ausgewählt. 1993 waren seine Werke gemeinsam mit solchen von Astiazarán, Urruzola und Schettini Teil der vom Museo Juan Manuel Blanes (MJMB) organisierten Ausstellung des Primer Espacio de Fotografía. 1999 schloss sich eine Ausstellung im Salón Municipal de Exposiciones an. Im Folgejahr steht die Teilnahme an der Gemeinschafts-Ausstellung des Museo Nacional de Artes Visuales (MNAV) von acht uruguayischen Fotografen mit dem Namen El ojo mecánico encarnado zu Buche.

## Auszeichnungen
- 1986: Premio City Bank im Museo de Arte Americano de Maldonado
- 1986: Premio adquisición beim III. Salón Nacional de Maldonado
- 1986: Erster Preis des Wettbewerbs 100 años del diario El Día
- 1991: Erster Preis 500 años beim Wettbewerb des Instituto de Cooperación Iberoamericana (IBI)
- 2006: Best Design Award